# Bắn súng tại Thế vận hội Mùa hè 2016
Môn bắn súng tại Thế vận hội Mùa hè 2016 ở Rio de Janeiro được diễn ra từ ngày 6 tới 14 tháng Tám tại Trung tâm bắn súng quốc gia ở Deodoro. Có tối đá 390 vận động viên đủ tư cách thi đấu tại mười năm nội dung của Thế vận hội. Các nội dung thi đấu tương tự như năm 2012 với một vài thay đổi mạnh mẽ về luật.

## Thể thức thay đổi
Ngày 23 tháng 11 năm 2012, Liên đoàn bắn súng thể thao quốc tế đưa ra những quy tắc mới để giúp cho các giải đấu tăng sức hút của giới trẻ với môn thể thao này, tăng lên lượng khán giả và thuận lợi cho truyền thông hơn, và giữ cho các cuộc đấu công bằng và minh bạch. Thay đổi đáng chú ý nhất là thể thức mới cho vòng chung kết của tất cả các nội dung Thế vận hội, các vận động viên vào chung kết sẽ thi đấu lại từ đầu. Thêm nữa, tất cả các vòng chung kết sẽ có thêm luật mới, các xạ thủ sẽ bị loại dần cho tới khi chỉ còn hai xạ thủ thi đấu quyết định huy chương vàng và bạc. Những thay đổi khác bao gồm sử dụng tính điểm thập phân cho hai nội dung súng trường và súng trường nằm bắn, ngắm riêng và thời gian bắn, hạn chế sử dụng quần áo và các thiếy bị súng trường tăng hiệu suất, khoảng cách tới mục tiêu ở nội dung bắn đĩa bay skeet, và điều chỉnh mục tiêu của bắn đĩa bay trap đôi.

## Vòng loại
Hệ thống vòng loại tương tự như các kỳ Thế vận hội trước, với số lượng cố định các suất tham dự chia cho các quốc gia có xạ thủ có thứ hạng cao tại giải vô địch châu lục và thế giới. Theo hướng dẫn từ Liên đoàn bắn súng thể thao quốc tế, vòng loại bắt đầu tính từ Giải vô địch bắn súng ISSF thế giới 2014 tại Granada, Tây Ban Nha, gần hai năm trước Thế vận hội. Thông qua quá trình vòng loại, các suất thi đấu sẽ được trao cho các xạ thủ giành được huy chương vàng tại chuỗi các giải Cúp ISSF thế giới hoặc đứng đầu tại Giải vô địch bắn súng ISSF thế giới hoặc các giải vô địch (châu Phi, Âu, Á, Đại Dương, và châu Mỹ).
Brasil không có suất vượt qua vòng loại thông qua giải vô địch thế giới, nhưng có suất dành cho nước chủ nhà. Có tất cả chín suất dành cho nước chủ nhà.

## Lịch thi đấu
| VL | Vòng loại | CK | Chung kết |

| Nội dung↓/Ngày→               | Bảy 6 | Bảy 6 | CN 7 | CN 7 | Hai 8 | Hai 8 | Ba 9 | Ba 9 | Tư 10 | Tư 10 | Năm 11 | Năm 11 | Sáu 12 | Sáu 12 | Bảy 13 | Bảy 13 | CN 14 | CN 14 |
| ----------------------------- | ----- | ----- | ---- | ---- | ----- | ----- | ---- | ---- | ----- | ----- | ------ | ------ | ------ | ------ | ------ | ------ | ----- | ----- |
| Súng trường                   |       |       |      |      |       |       |      |      |       |       |        |        |        |        |        |        |       |       |
| Nam 10 m súng trường hơi      |       |       |      |      | VL    | CK    |      |      |       |       |        |        |        |        |        |        |       |       |
| Nam 50 m súng trường nằm bắn  |       |       |      |      |       |       |      |      |       |       |        |        | VL     | CK     |        |        |       |       |
| Nam 50 m súng trường 3 tư thế |       |       |      |      |       |       |      |      |       |       |        |        |        |        |        |        | VL    | CK    |
| Nữ 10 m súng trường hơi       | VL    | CK    |      |      |       |       |      |      |       |       |        |        |        |        |        |        |       |       |
| Nữ 50 m súng trường 3 tư thế  |       |       |      |      |       |       |      |      |       |       | VL     | CK     |        |        |        |        |       |       |
| Súng ngắn                     |       |       |      |      |       |       |      |      |       |       |        |        |        |        |        |        |       |       |
| Nam 10 m súng ngắn hơi        | VL    | CK    |      |      |       |       |      |      |       |       |        |        |        |        |        |        |       |       |
| Nam 25 m súng ngắn bắn nhanh  |       |       |      |      |       |       |      |      |       |       |        |        | VL     | VL     | VL     | CK     |       |       |
| Nam 50 m súng ngắn            |       |       |      |      |       |       | VL   | CK   |       |       |        |        |        |        |        |        |       |       |
| Nữ 10 m súng ngắn hơi         |       |       | VL   | CK   |       |       |      |      |       |       |        |        |        |        |        |        |       |       |
| Nữ 25 m súng ngắn             |       |       |      |      |       |       | VL   | VL   | VL    | CK    |        |        |        |        |        |        |       |       |
| Bắn đĩa bay                   |       |       |      |      |       |       |      |      |       |       |        |        |        |        |        |        |       |       |
| Nam trap                      |       |       | VL   | VL   | VL    | CK    |      |      |       |       |        |        |        |        |        |        |       |       |
| Nam trap đôi                  |       |       |      |      |       |       |      |      | VL    | CK    |        |        |        |        |        |        |       |       |
| Nam skeet                     |       |       |      |      |       |       |      |      |       |       |        |        | VL     | VL     | VL     | CK     |       |       |
| Nữ trap                       |       |       | VL   | CK   |       |       |      |      |       |       |        |        |        |        |        |        |       |       |
| Nữ skeet                      |       |       |      |      |       |       |      |      |       |       |        |        | VL     | CK     |        |        |       |       |

## Tham dự

### Quốc gia tham dự
- Algérie (1)
- Andorra (1)
- Angola (1)
- Argentina (5)
- Armenia (1)
- Úc (18)
- Áo (5)
- Azerbaijan (1)
- Bahrain (1)
- Bangladesh (1)
- Barbados (1)
- Belarus (4)
- Bỉ (1)
- Bhutan (1)
- Bolivia (2)
- Bosna và Hercegovina (1)
- Brasil (9)
- Bulgaria (3)
- Canada (2)
- Chile (1)
- Trung Quốc (22)
- Colombia (1)
- Croatia (7)
- Cuba (7)
- Síp (2)
- Cộng hòa Séc (5)
- Đan Mạch (3)
- Cộng hòa Dominica (1)
- Ecuador (1)
- Ai Cập (12)
- El Salvador (1)
- Estonia (1)
- Fiji (1)
- Phần Lan (2)
- Pháp (11)
- Gruzia (2)
- Đức (15)
- Anh Quốc (6)
- Hy Lạp (2)
- Guatemala (2)
- Hungary (8)
- Ấn Độ (12)
- Iran (5)
- Israel (1)
- Ý (14)
- Nhật Bản (8)
- Kazakhstan (5)
- Kosovo (1)
- Vận động viên Olympic độc lập (6)
- Latvia (1)
- Liban (1)
- Litva (1)
- Macedonia (1)
- Malaysia (1)
- Malta (2)
- México (2)
- Mông Cổ (3)
- Maroc (1)
- Myanmar (1)
- Namibia (1)
- New Zealand (3)
- Nicaragua (1)
- CHDCND Triều Tiên (4)
- Na Uy (4)
- Oman (2)
- Pakistan (2)
- Panama (1)
- Paraguay (1)
- Perú (2)
- Ba Lan (5)
- Bồ Đào Nha (1)
- Puerto Rico (1)
- Qatar (2)
- România (1)
- Nga (19)
- San Marino (3)
- Ả Rập Xê Út (1)
- Serbia (9)
- Singapore (2)
- Slovakia (5)
- Slovenia (2)
- Hàn Quốc (17)
- Tây Ban Nha (6)
- Sri Lanka (1)
- Thụy Điển (3)
- Thụy Sĩ (4)
- Đài Bắc Trung Hoa (4)
- Thái Lan (5)
- Tunisia (1)
- Thổ Nhĩ Kỳ (4)
- Ukraina (8)
- UAE (3)
- Hoa Kỳ (20)
- Uzbekistan (1)
- Venezuela (1)
- Việt Nam (2)
- Zimbabwe (1)

## Huy chương

### Bảng xếp hạng huy chương
Chú thích
  *   Chủ nhà (Brasil)
| Hạng                | Đoàn                          | Vàng | Bạc | Đồng | Tổng số |
| ------------------- | ----------------------------- | ---- | --- | ---- | ------- |
| 1                   | Ý                             | 4    | 3   | 0    | 7       |
| 2                   | Đức                           | 3    | 1   | 0    | 4       |
| 3                   | Trung Quốc                    | 1    | 2   | 4    | 7       |
| 4                   | Hàn Quốc                      | 1    | 1   | 0    | 2       |
| 4                   | Việt Nam                      | 1    | 1   | 0    | 2       |
| 6                   | Hoa Kỳ                        | 1    | 0   | 2    | 3       |
| 7                   | Vận động viên Olympic độc lập | 1    | 0   | 1    | 2       |
| 7                   | Hy Lạp                        | 1    | 0   | 1    | 2       |
| 9                   | Úc                            | 1    | 0   | 0    | 1       |
| 9                   | Croatia                       | 1    | 0   | 0    | 1       |
| 11                  | Nga                           | 0    | 2   | 2    | 4       |
| 12                  | Pháp                          | 0    | 1   | 1    | 2       |
| 13                  | Thụy Điển                     | 0    | 1   | 0    | 1       |
| 13                  | Brasil                        | 0    | 1   | 0    | 1       |
| 13                  | New Zealand                   | 0    | 1   | 0    | 1       |
| 13                  | Ukraina                       | 0    | 1   | 0    | 1       |
| 17                  | Anh Quốc                      | 0    | 0   | 2    | 2       |
| 18                  | Thụy Sĩ                       | 0    | 0   | 1    | 1       |
| 18                  | CHDCND Triều Tiên             | 0    | 0   | 1    | 1       |
| Tổng số (19 đơn vị) | Tổng số (19 đơn vị)           | 15   | 15  | 15   | 45      |

### Nội dung nam
| 10 mét súng ngắn hơi         | Hoàng Xuân Vinh · Việt Nam OR                     | Felipe Almeida Wu · Brasil  | Bàng Vĩ · Trung Quốc                                |  |  |  |
| 10 mét súng trường hơi       | Niccolò Campriani · Ý OR                          | Serhiy Kulish · Ukraina     | Vladimir Maslennikov · Nga                          |  |  |  |
|                              |                                                   |                             |                                                     |  |  |  |
| 25 mét súng ngắn bắn nhanh   | Christian Reitz · Đức                             | Jean Quiquampoix · Pháp     | Lý Việt Hồng · Trung Quốc                           |  |  |  |
| 50 mét súng ngắn             | Jin Jong-oh · Hàn Quốc OR                         | Hoàng Xuân Vinh · Việt Nam  | Kim Song-guk · CHDCND Triều Tiên                    |  |  |  |
|                              |                                                   |                             |                                                     |  |  |  |
| 50 mét súng trường nằm bắn   | Henri Junghänel · Đức OR                          | Kim Jong-hyun · Hàn Quốc    | Kirill Grigoryan · Nga                              |  |  |  |
| 50 mét súng trường ba tư thế | Niccolò Campriani · Ý                             | Sergey Kamenskiy · Nga      | Alexis Raynaud · Pháp                               |  |  |  |
|                              |                                                   |                             |                                                     |  |  |  |
| Skeet                        | Gabriele Rossetti · Ý                             | Marcus Svensson · Thụy Điển | Abdullah Al-Rashidi · Vận động viên Olympic độc lập |  |  |  |
| Trap                         | Josip Glasnović · Croatia                         | Giovanni Pellielo · Ý       | Edward Ling · Anh Quốc                              |  |  |  |
| Trap đôi                     | Fehaid Al-Deehani · Vận động viên Olympic độc lập | Marco Innocenti · Ý         | Steven Scott · Anh Quốc                             |  |  |  |

### Nội dung nữ
| 10 mét súng ngắn hơi         | Trương Mộng Tuyết · Trung Quốc OR | Vitalina Batsarashkina · Nga | Anna Korakaki · Hy Lạp          |  |  |  |
| 10 mét súng trường hơi       | Virginia Thrasher · Hoa Kỳ OR     | Đỗ Lệ · Trung Quốc           | Dịch Tư Linh · Trung Quốc       |  |  |  |
|                              |                                   |                              |                                 |  |  |  |
| 25 mét súng ngắn             | Anna Korakaki · Hy Lạp            | Monika Karsch · Đức          | Heidi Diethelm Gerber · Thụy Sĩ |  |  |  |
|                              |                                   |                              |                                 |  |  |  |
| 50 mét súng trường ba tư thế | Barbara Engleder · Đức            | Trương Bân Bân · Trung Quốc  | Đỗ Lệ · Trung Quốc              |  |  |  |
|                              |                                   |                              |                                 |  |  |  |
| Skeet                        | Diana Bacosi · Ý                  | Chiara Cainero · Ý           | Kim Rhode · Hoa Kỳ              |  |  |  |
| Trap                         | Catherine Skinner · Úc            | Natalie Rooney · New Zealand | Corey Cogdell · Hoa Kỳ          |  |  |  |